# Thorichthys socolofi
Thorichthys socolofi är en fiskart som först beskrevs av Miller och Taylor, 1984.  Thorichthys socolofi ingår i släktet Thorichthys och familjen Cichlidae. Inga underarter finns listade i Catalogue of Life.